# لودمیروو
لودمیروو (به چکی: Ludmírov) یک منطقهٔ مسکونی در جمهوری چک است که در ناحیه پروستییوو واقع شده‌است.
 لودمیروو ۱۵٫۰۲ کیلومتر مربع مساحت و ۵۷۲ نفر جمعیت دارد و ۴۵۸ متر بالاتر از سطح دریا واقع شده‌است.